# Courteney Cox
Courteney Bass Cox (Birmingham (Alabama), 15 juni 1964) is een Amerikaanse actrice die onder meer tien jaar Monica Geller speelde in de Amerikaanse televisieserie Friends.

## Levensloop
Cox begon haar acteercarrière met een korte rol in de soapserie As the World Turns en in The Misfits of Science (rond 1984), een kortlopende sf-serie over een groep wetenschappers. Hierin speelde ze naast Max Wright (Willy Tanner uit Alf). Door Brian De Palma werd ze uitgekozen om de fan te spelen die door Bruce Springsteen uit het publiek wordt getrokken in de videoclip van Dancing in the Dark. Na een aantal kleine rollen in televisieseries werkte ze mee aan Family Ties als vriendin van Michael J. Fox.
Na het einde van Family Ties raakte haar carrière in een dip tot ze in 1994 naast Jim Carrey in de film Ace Ventura: Pet Detective speelde. Een jaar later deed Cox auditie voor de rol als Rachel Green in de nieuwe sitcom Friends. Uiteindelijk kreeg ze de rol van Monica Geller.
Nadat de serie Friends in 2004 afliep, duurde het 2,5 jaar voordat ze met een nieuwe serie op televisie kwam. Ditmaal als Lucy Spiller, de redactrice van magazine DirtNow, in de serie Dirt. Van deze serie was ze, samen met haar man, executive producer. Van 2009 tot 2015 speelde ze Jules in de serie Cougar Town.
Cox is tevens actief met regisseren en produceren. In 2014 maakte ze haar debuut met de film Just Before I Go, met in de hoofdrol Seann William Scott.
In 2023 kreeg Cox een ster op de Hollywood Walk of Fame. Bij de onthulling hielden haar Friends-collega's Jennifer Aniston en Lisa Kudrow een korte toespraak.

### Privé
Ze trouwde met acteur David Arquette op 12 juni 1999. Cox leerde hem kennen tijdens de opnames van Scream. Ze beviel op 13 juni 2004 van dochter Coco. In oktober 2010 werd bekend dat Cox en Arquette na elf jaar gingen scheiden. Op 28 mei 2013 was de scheiding definitief. Cox maakte eind juni 2014 bekend verloofd te zijn met Snow Patrol-bandlid Johnny McDaid.

## Trivia
- Cox had een relatie met zanger Adam Duritz van Counting Crows en speelt een bijrolletje in de videoclip van A Long December. Het nummer Monkey is voor haar geschreven.
- Cox werd tijdens Friends beste vriendinnen met Jennifer Aniston (Rachel in de serie).[2]

Bedenkers: Marta Kauffman · David Crane 

Friends: Rachel Green (Jennifer Aniston) · Monica Geller (Courteney Cox) · Ross Geller (David Schwimmer) · Phoebe Buffay (Lisa Kudrow) · Chandler Bing (Matthew Perry) · Joey Tribbiani (Matt LeBlanc)

Nevenpersonages: Gunther (James Michael Tyler) · Janice Litman-Goralnick (Maggie Wheeler) · Mike Hannigan (Paul Rudd) · Ben Geller (Cole Sprouse) · Jack Geller (Elliott Gould) · Judy Geller (Christina Pickles)

Titelsong: The Rembrandts - I'll Be There for You 

Spin-off: Joey (afleveringen)

Overig: Central Perk · gastrollen · afleveringen
- Biblioteca Nacional de España: XX1157929
- Bibliothèque nationale de France: cb136055575 (data)
- Catàleg d'autoritats de noms i títols de Catalunya: 981058517591206706
- Gemeinsame Normdatei: 123641500
- International Standard Name Identifier: 0000 0000 7823 3729
- Library of Congress Control Number: no98014523
- Nationale Bibliotheek van Letland: 000344181
- MusicBrainz: 7dcee022-e24c-4d59-b483-dc2fc051ee19
- Nationale Bibliotheek van Tsjechië: mzk20201076918
- Nationale Bibliotheek van Polen: a0000001675526
- Nederlandse Thesaurus van Auteursnamen: 215716523
- SNAC: w6931wfm
- Système universitaire de documentation: 055303773
- Virtual International Authority File: 3385181
- WorldCat: E39PBJyRtHMqmBQYhBjwFBctrq